# Johan Heinrich Knuth

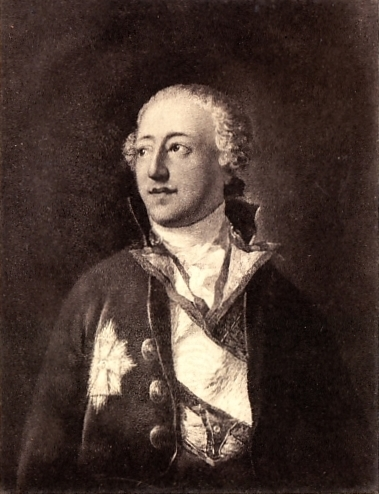
Johan Heinrich Knuth

Johan Heinrich „Henrik“ Knuth-Knuthenborg, Lehnsgraf von Knuthenborg-Gyldensteen (* 22. August 1746 auf Schloss Gyldensteen, Norre Sandager, Odense, Dänemark; † 12. Juli 1802) war ein dänischer Gutsbesitzer, Kammerherr und Geheimrat.

## Leben
Johan Heinrich Knuth entstammte dem mecklenburgisch-dänischen Uradelsgeschlecht Knuth. Seine Eltern waren der Stiftamtmann Eggert Christopher Knuth und dessen Gattin Marguerithe Knuth, geborene de Monteleone.
Graf Knuth war Lehnsherr der Grafschaften Knuthenborg und Gyldensteen. 1772 wurde er Kammerherr, 1777 weißer Ritter. 1780 bis 1783 war er Gesandter in Dresden.
Von 1790 bis 1802 war er Amtmann der Färöer mit Sitz in Kopenhagen, von 1796 bis 1799 auch Amtmann von Roskilde und Seeland. Von 1800 bis 1802 war er Amtmann von Kopenhagen. Da Knuth ohne männliche Nachkommen starb, ging Knuths Besitz nach dessen Tode an seinen jüngeren Bruder Frederik Knuth über.

## Ehe und Nachkommen
Am 26. Februar 1772 heiratete Knuth Konstantia Gräfin von Cosel (1756–1804) in Dresden. Der Ehe entsprangen fünf Kinder:
- Gräfin Constantia (Constance) Frederikke Henriette Knuth-Knuthenborg (* 17. Dezember 1772 in Gyldensteen; † 9. Juni 1827 in Lübeck), Erbin von Gyldensteen, ⚭ Graf Johan Hartvig Ernst Bernstorff (1767–1791), ⚭ Reichsgraf Friedrich Carl August Alexander Heinrich Stolberg-Stolberg (1769–1805), ⚭ Reichsgraf Friedrich Carl Christian Rantzau (1769–1847)[1]
- Gräfin Isidora Margrethe Knuth-Knuthenborg (26. Februar 1774; † 1845 in Dresden) ⚭ Graf Johann Adolph vom Loss (1768–1852)[1]
- Graf Eggert Christopher Knuth-Knuthenborg (24. September 1775; † 18. August 1781)[1]
- Gräfin Frederikke Christiane Knuth-Knuthenborg (* 15. Juli 1777 in Gyldensteen; † 1861 in Odense) ⚭ Knud Frederik Juel zu Juelsberg (1766–1847)[1]
- Gräfin Louise Charlotte Knuth-Knuthenborg (16. Juli 1780; † 11. April 1860 in Moesgaard) ⚭ Lehnsbaron Frederik Julius Christian Gyldenkrone zu Vilhelmsborg und Marselisborg (1765–1824)[1]

## Vorfahren
| Johan Heinrich Knuth Graf von Knuthenborg | Eggert Christopher Knuth Graf von Knuthenborg                               | Adam Christoph von Knuth Graf von Knuthenborg          | Eckhard Christoph von Knuth Graf von Knuth                |
| Johan Heinrich Knuth Graf von Knuthenborg | Eggert Christopher Knuth Graf von Knuthenborg                               | Adam Christoph von Knuth Graf von Knuthenborg          | Søster von Knuth, geb. Lerche Verwalterin von Knuthenborg |
| Johan Heinrich Knuth Graf von Knuthenborg | Eggert Christopher Knuth Graf von Knuthenborg                               | Ida Margrethe von Knuth                                | Ditlev Reventlow Herr zu Höltenklinken                    |
| Johan Heinrich Knuth Graf von Knuthenborg | Eggert Christopher Knuth Graf von Knuthenborg                               | Ida Margrethe von Knuth                                | Magdalene Sibylla Reventlow Reichsgräfin von der Nath     |
| Johan Heinrich Knuth Graf von Knuthenborg | Marguerithe Maurice Francoise Isidore Isidore Marquise Casado de Monteleone | Antonio Casado Markgraf von Monteleone                 | Henning Reventlow Herr zu Hemmelmark und Ekernförde       |
| Johan Heinrich Knuth Graf von Knuthenborg | Marguerithe Maurice Francoise Isidore Isidore Marquise Casado de Monteleone | Antonio Casado Markgraf von Monteleone                 | Margarethe Reventlow                                      |
| Johan Heinrich Knuth Graf von Knuthenborg | Marguerithe Maurice Francoise Isidore Isidore Marquise Casado de Monteleone | Marguérite Huguetan Casado, geb. Gräfin von Gyldensten | Jean Henri Huguetan Graf von Gyldensten                   |
| Johan Heinrich Knuth Graf von Knuthenborg | Marguerithe Maurice Francoise Isidore Isidore Marquise Casado de Monteleone | Marguérite Huguetan Casado, geb. Gräfin von Gyldensten | Susanne von Gyldensten, geb. Testas                       |

## Endnoten
1. 1 2 3 4 5 6 7  finnholbek.dk.

| Vorgänger                        | Amt                            | Nachfolger         |
| -------------------------------- | ------------------------------ | ------------------ |
| Gregers Kristian von Haxthausen  | Amtmann der Färöer 1790–1802   | Frederik von Hauch |
| Werner Jasper Andreas von Moltke | Amtmann von Roskilde 1796–1799 | Michael Treschow   |
| Eggert Christopher Knuth         | Graf von Knuthenborg 1776–1802 | Frederik Knuth     |

| Personendaten    | Personendaten |
| ---------------- | --- |
| NAME             | Knuth, Johan Heinrich                                                                                                |
| ALTERNATIVNAMEN  | Johan Heinrich Lehnsgraf Knuth-Gyldensteen von Knuthenborg zur Grafschaft Knuthenborg und zur Grafschaft Gyldensteen |
| KURZBESCHREIBUNG | dänischer Gutsbesitzer, Kammerherr und Geheimrat                                                                     |
| GEBURTSDATUM     | 22. August 1746 |
| GEBURTSORT       | auf Schloß Gyldensteen, Norre Sandager, Odense                                                                       |
| STERBEDATUM      | 12. Juli 1802 |